# Carrer Bonavista (Alella)
El Carrer Bonavista és una obra neoclàssica d'Alella (Maresme) protegida com a Bé Cultural d'Interès Local.

## Descripció
És un dels carrers del barri del Rost perpendiculars a la carretera que, tot i la seva continuïtat cap a la zona baixa de la riera, només en permet l'ús per a vianants. Es caracteritza pel conjunt de rampes i escales necessàries per salvar el desnivell del carrer, de gairebé 15 m. És de traçat lleugerament irregular, amb amplades que varien entre els 2 i 3 metres. En destaca la successió d'edificacions i patis que s'alternen degut a la seva situació en cantonada i amb façana a la resta de carrers paral·lels a la carretera. Les construccions conserven una sèrie de trets comuns, com les façanes planes, obertures verticals i petites, eixos de composició verticals, materials d'acabat amb estuc o arrebossats pintats. El paviment, d'asfalt, està molt deteriorat, combinant amb formigó per a la conducció de les aigües de pluja en superfície i amb ceràmica als graons de les escales. La il·luminació es realitza mitjançant lluminàries clàssiques a un sol costat, adossades a les façanes del costat sud del carrer. Creixement del nucli urbà de principis del segle xix conegut com a barri del Rost, que s'enfila cap a l'est de la riera Clara i el nucli antic d'Alella.